# 松平忠翼
松平 忠翼（まつだいら ただすけ）は、江戸時代後期の大名。伊勢国桑名藩6代藩主。官位は従四位下・下総守、侍従。奥平松平家8代。

## 生涯
越後国与板藩主・井伊直朗の次男として誕生。桑名藩主・松平忠和の養子となる。享和2年（1802年）、養父の死去により家督を相続した。
奥平松平家の家督相続者に望まれた理由の一つとして考えられるのは血縁である。養父の忠和、その先代（6代目）忠功は、いずれも紀州徳川家の出身で家祖忠明の血統ではなかったが、忠翼は祖父井伊直存が奥平松平家から養子に出ており、忠翼は奥平松平家3代忠雅の曾孫に当たる。
文政4年（1821年）、死去。享年42。跡を長男・忠堯が継いだ。

## 系譜
父母
- 井伊直朗（実父）
- 吉田氏 ー 側室（実母）
- 松平忠和（養父）

正室
- 国姫 ー 松平忠和の養女、松平忠啓の娘

側室
- 平野氏
- 野坂氏

子女
- 松平忠堯（長男）生母は国姫（正室）
- 松平忠彦（三男）生母は平野氏（側室）
- 小笠原政礼（四男）
- 松平忠国（五男）生母は野坂氏（側室）
- 米津政饒[1]（六男）
- 於トシ、鋭子、栄寿院（長女） ー 保科正丕正室
- 増山正直正室
- 操子 ー 大岡忠愛正室